# Simetrija (biologija)
Simetrija ali somernost se v biologiji nanaša na simetrijo, ki jo je mogoče opazovati pri organizmih, kamor spadajo denimo rastline, živali, glive in bakterije. Zunanjo simetrijo je mogoče zaznati že z opazovanjem organizma (na primer človeški obraz, ki ga je mogoče razdeliti na dva somerna dela, in storž iglavcev, pri katerem se prav tako pojavlja karakteristični spiralasti vzorec). Pri nekaterih živih bitjih je somernost prisotna tudi v notranjosti telesa, kar je dobro vidno pri človeških notranjih cevastih strukturah, ki so odgovorne za prenašanje plinov, hranil in odpadnih produktov, in so valjaste oblike ter lahko skoznje potegnemo več simetrijskih linij.
Za razliko od matematične simetrije je biološka simetrija le redko povsem natančna (rastlinski list, ki ga preganemo po polovici, se ne bo popolnoma prekrival in bo vselej vidno nekolikšno odstopanje). Večina večceličnih organizmov izkazuje nek tip simetrije, medtem ko so redke asimetrične (nesomerne) živali spužve. Med najbolj znane vrste simetrije, s pomočjo katerih lahko opišemo telo nekega organizma, spadajo radialna (zvezdasta), bilateralna (dvobočna), biradialna in sferična (kroglasta) simetrija ali somernost. Tudi virusi, ki jih precejšen delež strokovnjakov ne uvršča med organizme, izkazujejo tako imenovano ikozahedralno simetrijo.
Pomembnost simetričnosti v biologiji je najbolje ponazorjena v sistematiki, ki je nekoč v veliki meri temeljila na simetričnosti živali. Tako so naravoslovci (na primer Georges Cuvier) radialno simetrične živali uvrstili v skupino Radiata, medtem ko so bilateralne živali spadale v svojo taksonomsko skupino, imenovano Bilateria, ki ima še danes bistveno vlogo pri obravnavanju organizmov, kjer je na stopnji zarodka prisotna dvobočna somernost.

## Radialna simetrija
Radialna simetrija ali zvezdasta somernost je tip simetrije, ki izkazuje okoli središča ponavljajoči se vzorec. Skozi središče takšnih organizmov lahko potegnemo več simetrijskih linij, ki živo bitje razdelijo na več enakih delov. Običajno se enak del ponovi štirikrat, petkrat, šestkrat ali osemkrat, na podlagi česar ločimo tetramerizem (tetramernost), pentamerizem (pentamernost), heksamerizem (heksamernost) in oktomerizem (oktomernost). Tovrstni organizmi nimajo levega (sinister) ali desnega (dexter) dela, ampak jim lahko določimo gornjo (dorzalno) in spodnjo (ventralno) površino, pa tudi prednji (anterioren) in zadnji (posterioren) del.

Francoski prirodoslovec Georges Cuvier je zvezdasto somerne živali uvrstil v takson Radiata, za katerega sedaj velja, da je zgolj zbir živali različnih debel, ki skupaj tvorijo polifiletsko skupino (nimajo bližnjega skupnega prednika). Ožigalkarji (deblo Cnidaria) in mnogi iglokožci (deblo Echinodermata) izkazujejo radialno simetrijo, četudi obstajajo izjeme znotraj omenjenih dveh taksonov (številne morske vetrnice in nekatere korale so bilateralno simetrične). Zvezdasta somernost naj bi bila še posebej razširjena pri živalih, ki so pritrjene oziroma sesilne (kot so ožigalkarji morske vetrnice), v vodi lebdeče (nekatere meduze in planktonski organizmi) ali počasi premikajoče se živali, kot so morske zvezde. Radialno simetrične živali so se zmožne odzvati na okoljske dejavnike iz različnih smeri, kar je uporabno pri iskanju hrane, zvezdasto telo pa je koristno pri vzdrževanju stalne pozicije. Po drugi strani je bilateralna simetričnost najbolj izrazita pri živalih, ki svoje telo premikajo pretežno v eni smeri.
Mnogi rastlinski cvetovi so radialno simetrični, v botaniki pa se zanje uporablja tudi izraz aktinomorfni. Cvetni deli, ki so si med seboj do neke mere podobni (na primer venčni in čašni listi), so okoli središča, ki ga pogosto predstavlja ženski pestič (iz plodnice, brazde in vratu), nameščeni v rednih intervalih.

### Primeri radialne simetrije
Nekatere meduze, kot je denimo vrsta Aurelia marginalis, izkazujejo radialno simetrijo, ki je tetramerna (skozi meduzino središče lahko potegnemo štiri simetrijske linije in tako dobimo štiri enake dele). Pri meduzah je zvezdasta somernost ključna, ker jim omogoča odgovarjanje na različne dražljaje (hranila, plenilce…) iz vseh mogočih smeri.
Mnoge kritosemenke imajo pentamerne cvetove ali plodove, kar je dobro vidno pri jabolku, plodu jablane, ko ga prečno prerežemo in opazimo pet semenskih predalčkov. Med živalmi so pentamerni le nekateri iglokožci v odraslem stadiju, kot so na primer morske zvezde, morski ježki in morske lilije. Pri naštetih je pet okončin nameščenih okoli osrednje ustne odprtine. Kljub temu se iglokožce pogosto uvršča med bilateralno simetrične živali, ker so na stopnji ličinke dvobočno somerni in šele kasneje pridobijo radialno simetrično obliko telesa.
Heksamernost je mogoče opazovati pri morskih vetrnicah in koralah, katerih lovke so navadno prisotne v večkratniku števila šest. Nekatere korale izkazujejo oktamernost, saj je lovk osem. Glavonožci, kot je hobotnica, so dvobočno somerni, četudi imajo osem lovk.

## Bilateralna simetrija
Bilateralna simetrija ali dvobočna somernost je značilna za organizme, ki jih lahko razdelimo na največ dva enaka dela, in sicer z eno simetrijsko linijo. Pri tem dobimo levo in desno polovico, ki sta si med seboj približno enaki. Dvobočno somerne živali uvrščamo v veliko skupino, ki se imenuje Bilateria, in v katero spada približno 99 odstotkov vseh živali (več kot 32 debel in okoli 1 milijon opisanih vrst). Vsi tovrstni organizmi imajo tudi nekatere asimetrične elemente, kot je na primer nesimetrična postavitev človeškega srca in jeter, četudi je človeško telo navzven bilateralno simetrično.
Za dvobočno somerne živali je značilna visoka skoncentriranost živčevja in čutil na prednjem delu telesa (kot so recimo oči in možgani, ki se pojavljajo pri nekaterih), kjer se razvijejo tudi usta, saj je prednji del telesa prvi, ki pride v stik z morebitno hrano. Zaradi tega imajo takšne živali na sprednjem delu telesa glavo s čutili, ki so povezana z osrednjim živčnih sistemom. Takšnemu razvojnemu vzorcu rečemo cefalizacija. Po drugi strani naj bi bila bilateralna simetrija ključna pri usmerjenemu gibanju v stalni smeri, pri čemer je pomembno, da sta upor in trenje zmanjšana.
Bilateralna simetrija se pojavlja pri nekaterih rastlinskih cvetovih, ki jih v botaniki imenujemo tudi zigomorfni ali enosmerno dorziventralni cvetovi. Tovrstne cvetove imajo kukavičevke (Orchidaceae), metuljnice (Fabaceae) in črnobinovke (Scrophulariaceae). Približek dvobočne somernosti do neke mere izkazujejo tudi rastlinski listi.

## Sferična simetrija
Sferična simetrija ali kroglasta somernost je prisotna pri organizmih, kjer je mogoče skozi središče potegniti neskončno ali zelo veliko število simetrijskih linij. Tak organizem lahko torej predelimo na dva enaka dela s pomočjo katere koli simetrijske linije, ki poteka skozi osrednjo točko. Prave sferične simetrije pri živalih ni moč opaziti, medtem ko naj bi bila prisotna pri nekaterih algah, kot so denimo pripadniki rodu volvoks, Volvox, sladkovodne zelene alge.
Tudi bakterije izkazujejo značilno sferično simetrijo, na podlagi katere se jih poenostavljeno razvršča v tri velike oblikovne skupine: koki (kroglaste bakterije), bacili (paličaste bakterije) in spirohete (spiralaste bakterije). Kroglasta somernost naj bi bila prisotna tudi pri nekaterih virusih, četudi je pri teh bolj pogosta ikozahedralna simetrija.

## Biradialna simetrija
Biradialno simetrijo najdemo pri organizmih, ki izkazujejo morfološke značilnosti (zunanje ali notranje) tako bilateralne kot tudi radialne simetrije. Za razliko od zvezdasto somernih organizmov, ki jih lahko s pomočjo simetrijskih linij razdelimo na več enakih delov, je pri biradialnih mogoča delitev samo z dvema simetrijskima linija. Tovrstni tip simetrije morda predstavlja vmesno razvojno fazo pri prehajanju radialno simetričnih organizmov v bilateralno simetrične. Med bolje poznane živalske skupine, ki izkazujejo biradialno simetrijo, spadajo rebrače in redki trdoživnjaki (kot je polip rodu hidra, Hydra).

## Asimetrija
Četudi se asimetrijo (ali nesimetrijo) pogosto povezuje z manjšo stopnjo razvitosti, je pri nekaterih organizmih izražena kot pomembna prilagoditvena (adaptivna) strategija. Najbolj poznane asimetrične živali so spužve, ki so občasno tudi radialno simetrične.
| Takson          | Asimetrična struktura                                                                        | Korist |
| --------------- | -------------------------------------------------------------------------------------------- | --- |
| Nekatere sove   | Velikost in položaj ušes                                                                     | Sovam omogoča natančnejšo lokalizacijo plena |
| Bokoplavutarice | Obe očesi se nahajata na isti strani glave                                                   | Ribe lahko plavajo na morskem dnu, pri čemer je izpostavljena le gornja stran telesa                                                                   |
| Ljudje          | Neskladne (kiralne) roke in asimetrični organi (npr. levo pljučno krilo je manjše kot desno) | Kiralnost človeških rok izraža asimetričnost človeških možganov, medtem ko notranja nesimetrija pripomore k postavitvi in delovanju organskih sistemov |